# Abstract Syntax Notation One
ASN.1 (skrót od Abstract Syntax Notation One – abstrakcyjna notacja składniowa numer jeden) – standard ITU-T służący do opisu struktur przeznaczonych do reprezentacji, kodowania, transmisji i dekodowania danych. Dostarcza zbiór formalnych zasad pozwalających na opis struktur obiektów w sposób niezależny od konkretnych rozwiązań sprzętowych.
Jest to standard ITU-T/ISO, po raz pierwszy został opisany w roku 1984 jako część dokumentu CCITT X.409'84. Następnie w 1988 wydano go jako samodzielny dokument ITU-T X.208. W roku 1994 wydano jego nową wersję w dokumentach ITU-T z serii X.680 (X.680-X.683). W roku 2002 wycofano dokument ITU-T X.208.
Standard ASN.1 określa jedynie składnię abstrakcyjną informacji, nie określa natomiast sposobu jej kodowania w pliku. Metody kodowania informacji podanych w składni ASN.1 zostały opisane w kolejnych standardach ITU-T/ISO.
Podstawowe metody kodowania:
- BER (Basic Encoding Rules) – dokument X.690
- CER (Canonical Encoding Rules) – modyfikacja BER
- DER (Distinguished Encoding Rules) – modyfikacja BER
- PER (Packed Encoding Rules) – dokument X.691
- XER (XML Encoding Rules) – dokument X.693, X.694

Notacja ASN.1 jest wykorzystywana w wielu dokumentach ITU-T do określenia standardów telekomunikacyjnych w tym w serii X.400 (poczta), w serii X.500 (usługi katalogowe). Została również użyta przez organizacje 3GPP oraz ETSI do zdefiniowania protokołów sieci radiowej – w tym dla telefonii mobilnej trzeciej i czwartej generacji (UMTS, LTE, LTE-Advanced). Z użyciem notacji ASN.1 organizacja ETSI utrzymuje szereg identyfikatorów (m.in. na oznaczenie technik telekomunikacyjnych, operatorów), które mogą być użyte w opisach ASN.1.